# Обыкновенный подуст
Обыкнове́нный поду́ст (лат. Chondrostoma nasus) — вид лучепёрых рыб семейства карповых (Cyprinidae). Народное название — чернобрюх — дано по цвету внутренней плевы рыбы.

## Описание
Обыкновенный подуст является типичной речной рыбой.
Достигает в длину 50 сантиметров и веса 1—1,5 килограмма, очень редко двух килограммов. Слегка уплощённое с боков тело обеспечивает большую скорость рыбы. Все плавники, кроме спинного, желтовато-оранжевые. Спинной плавник дымчато-серый.

## Питание
Подуст питается органическими остатками, осевшими на дно водоёма, а также различными мелкими донными беспозвоночными на каменистом и твёрдом песчаном дне. Наилучшие условия питания находятся на небольшой глубине (0,4—1,8 метра), причём там, где грунт покрыт ковром из водорослей.

## Биология
Это стайный вид рыб, обитающий в глубокой воде с быстрым течением, зачастую возле мостов или порогов. Нерест происходит в первой половине весны. Мальки подуста развиваются на мелководье. Максимальная продолжительность жизни рыбы (зарегистрированная) составляет 15 лет.